# Садовский (Ростовская область)
Садовский — хутор в Зимовниковском районе Ростовской области.
Входит в состав Кутейниковского сельского поселения.

## География
На хуторе имеются две улицы: Солнечная и Степная.

## Население
Динамика численности населения
| 2002 |
| ---- |
| 119  |

| 2010 |
| ---- |
| 130  |